# Conisbrough Parks
Conisbrough Parks est une paroisse civile du Yorkshire du Sud, en Angleterre.